# Prix Theodor-Wolff
Vous pouvez aider à l'améliorer ou bien discuter des problèmes sur sa page de discussion.
- Son texte doit être wikifié : il ne correspond pas à la mise en forme Wikipédia (style, typographie, liens internes, liens entre les wikis, etc.). (Marqué depuis février 2023)
- Sa typographie ne respecte pas les conventions de Wikipédia. Vous pouvez solliciter de l’aide de l’Atelier typographique. (Marqué depuis février 2023)
- Il est à actualiser. Certains passages sont obsolètes ou annoncent des événements désormais passés. (Marqué depuis février 2023)

Le prix Theodor-Wolff ((de) Theodor Wolff-Preis) est un des prestigieux prix des journalistes allemands. Il est attribué chaque année depuis 1962. 
La distinction est attribuée en souvenir de Theodor Wolff, qui avait été évincé en 1933 par les nazis, alors qu'il était rédacteur en chef du journal libéral et démocratique Berliner Tageblatt.

## Lauréats de 1962 à 1969

### 1962
- Thaddäus Troll (Bremer Nachrichten)
- Gerd Czechatz (Frankfurter Rundschau)
- Ansgar Fürst (Badische Zeitung)
- Hans-Jürgen Hoyer (Frankfurter Rundschau)
- Heinz Keil (Westdeutsche Allgemeine Zeitung)
- Friedrich Ludwig Müller (Frankfurter Neue Presse)
- Günther Rühle (Frankfurter Allgemeine Zeitung)
- Walter Rudolf Schloesser (Europa Union, Cologne)
- Heinz Stuckmann (Die Zeit)
- Georg Zimmermann (Hamburger Abendblatt)

### 1963
- Paul Arnsberg (Rheinischer Merkur)
- Jürgen Dennert (Sonntagsblatt)
- Rainer Fabian (Rheinischer Merkur)
- Hans Gerlach (Kölner Stadt-Anzeiger)
- Hermann Harster (Bild am Sonntag)
- Rudolf Küstermeier (Deutsche Presse-Agentur)
- Clara Menck (Frankfurter Allgemeine Zeitung)
- Christian Schütze (Stuttgarter Zeitung)
- Ansgar Skriver (Die Zeit)

### 1964
- Klaus Bresser (Kölner Stadt-Anzeiger)
- Werner Diederichs (Westfalenpost)
- Erich Faßbender (Frankfurter Rundschau)
- Karl-Hermann Flach (Frankfurter Rundschau)
- Erich Helmensdorfer (Frankfurter Allgemeine Zeitung et Augsburger Allgemeine)
- Kai Hermann (Die Zeit)
- Sepp Scherbauer (Sportbericht)
- Werner Spanehl (Süddeutsche Zeitung)
- Dietrich Strothmann (Die Zeit)
- Johannes Gaitanides (Münchner Merkur)
- Wilhelm Greiner (Rhein-Neckar-Zeitung)
- Hans Schäfer (Kieler Nachrichten)

### 1965
- Fritz Richert (Stuttgarter Zeitung)
- Valeska von Roques (Vorwärts (Deutschland)|Vorwärts und Welt der Arbeit)
- Peter Miska (Frankfurter Rundschau)
- Werner Holzer (Frankfurter Rundschau)
- Ernst Müller-Meiningen (Süddeutsche Zeitung)
- Reiner Dederichs (Kölner Stadt-Anzeiger)
- Bruno Keppler (Südwestdeutsche Allgemeine Zeitung)
- Heidrun Kayser (Christ und Welt)
- Margret Wicke-Kämpf (Kölner Stadt-Anzeiger)
- Klaus Hattemer (Handelsblatt)
- Werner Spanehl (Deutsche Bundespost)
- Günter Bruns (Bremer Nachrichten)
- Hans Lerch (Trierer Volksfreund)
- Alexander Rost (Welt am Sonntag)

### 1966
- Joachim Besser (Kölner Stadt-Anzeiger)
- Vitus Dröscher, journaliste indépendant
- Marianne Eichholz, journaliste indépendante
- Hans Werner Graf Finck von Finckenstein (Die Welt)
- Klaus Harpprecht (S. Fischer Verlag)
- Heinz Held, journaliste indépendant
- Kai Hermann (Die Zeit)
- Peter Brügge (Der Spiegel)
- Joachim Kaiser (Süddeutsche Zeitung)
- Karl-Heinz Krumm (Frankfurter Rundschau)
- Rolf Michaelis (Frankfurter Allgemeine Zeitung)
- Thomas von Randow (Die Zeit)
- Heinrich Rieker (Rheinischer Merkur)
- Theo Sommer (Die Zeit)
- Paul Wilhelm Wenger (Rheinischer Merkur)

### 1967
- Lothar Rühl (Die Welt)
- Wolfgang Horlacher (Stuttgarter Zeitung)
- Günter Matthes (Tagesspiegel)
- Hans Ulrich Kempski (Süddeutsche Zeitung)
- Hermann Schreiber (Journalist)|Hermann Schreiber (Der Spiegel)
- Jürgen Dennert (Sonntagsblatt)
- Hans-Joachim Langner (Neue Ruhr Zeitung)
- Helmuth de Haas (Die Welt)
- Barbara Bondy (Süddeutsche Zeitung)
- Christian Ferber (Die Welt)
- Fred Hepp (Süddeutsche Zeitung)
- Herbert von Borch (Süddeutsche Zeitung)
- Joachim Nawrocki (Frankfurter Allgemeine Zeitung)
- Bodo Harenberg (Die Zeit)
- Ernst Maria Lang (Süddeutsche Zeitung)
- Klaus Pielert (Industriekurier und Neue Ruhr Zeitung)

### 1968
- Andreas Graf Razumovsky (Frankfurter Allgemeine Zeitung)
- Robert Haerdter (Stuttgarter Nachrichten)
- Heinz Schewe (Die Welt)
- Bernd Nellessen (Die Welt)
- Klaus Meier-Ude (Frankfurter Rundschau)
- Ben Witter (Die Zeit)
- Eugen Skasa-Weiss (Stuttgarter Zeitung)
- Georg Salmony (Süddeutsche Zeitung)
- Theo Löbsack (Stuttgarter Zeitung)
- Claus Bardtholdt (Die Zeit)
- Christian Habbe (Die Welt)
- Wilhelm Hartung (Die Welt)

### 1969
- Hans Schueler (Die Welt)
- Martin Bernstorf (Christ und Welt)
- Chrysostomus Zodel (Schwäbische Zeitung)
- Walter Henkels (Frankfurter Allgemeine Zeitung)
- Eka Gräfin von Merveldt (Die Zeit)
- Heiner Radzio (Handelsblatt)
- Dieter E. Zimmer (Die Zeit)
- Jost Nolte (Die Welt)
- Eduard Verhülsdonk (Rheinischer Merkur)
- Peter Gerisch (Frankfurter Allgemeine Zeitung)
- Lothar Vetter (Frankfurter Rundschau)
- Günther von Lojewski (Frankfurter Allgemeine Zeitung)
- Rudolf Schöpper (Ruhr Nachrichten)

## Lauréats de 1970 à 1979

### 1970/1971
- Gitta Bauer, Gitta Bauer Springer-Auslands-Dienst, New York
- Immanuel Birnbaum (Süddeutsche Zeitung)
- Hans Gresmann (Die Zeit)
- Rudolf Heizler (Kölnische Rundschau und Bonner Rundschau)
- Günter Zehm (Die Welt)
- Fritz-Ulrich Fack (Frankfurter Allgemeine Zeitung)
- Rudolf Herlt (Die Welt)
- Helmut M. Braem journaliste indépendant
- Wolf Schön (Rheinischer Merkur)
- Heinrich Rieker (Rheinischer Merkur)
- Petra Michaely journaliste indépendante
- Dieter Hünerkoch (Weser-Kurier)
- Marie-Luise Scherer (Hamburger Morgenpost)
- Gerhard Krug (Die Welt)

### 1971/1972
- Hans Heigert (Süddeutsche Zeitung)
- Lothar Rühl (Die Welt)
- Jürgen Offenbach (Stuttgarter Nachrichten)
- Reinhard Appel (Süddeutsche Zeitung)
- Hans-Joachim Noack, journaliste indépendant
- Hans Baumann (Die Welt)
- Franz Thoma (Süddeutsche Zeitung)
- Thea Winandy journaliste indépendante
- Manfred Sack (Die Zeit)
- Norbert Ely (Wiesbadener Kurier)
- Lutz Krusche (Frankfurter Rundschau)
- Günter Schmidt (Neue Ruhr Zeitung)
- Ulla Plog-Handke (Hannoversche Allgemeine Zeitung)
- Gerd Lenhart (Rheinpfalz)
- Rolf Kunkel (Westdeutscher Rundfunk)

### 1972/1973
- Thomas Löffelholz (Hannoversche Allgemeine Zeitung)
- Hermann Pörzgen (Frankfurter Allgemeine Zeitung)
- Manfred Thier (Stuttgarter Zeitung)
- Heinz Verfürth (Handelsblatt)
- Diether Stolze (Die Zeit)
- Dirk Schubert (Christ und Welt)
- Christian Ferber (Die Welt)
- Joachim C. Fest (Der Spiegel)
- Martin Urban (Süddeutsche Zeitung)
- Michael Bickel (Schrobenhausener Zeitung)
- Günther Leicher (Allgemeine Zeitung)
- Bruno Manz (Münchner Merkur)
- Horst Vetten (Die Zeit)
- Cecilia von Studnitz (Deutsches Allgemeines Sonntagsblatt)

### 1974
- Heinz Heck (Journalist)|Heinz Heck (Frankfurter Allgemeine Zeitung)
- Ilse Nicolas (Die Welt)
- Kurt Diekmann (Nordwest-Zeitung)
- Raimund Hoghe (Westfalen-Blatt)
- Hans Georg Kösters (Neue Ruhr Zeitung)
- Hans-Joachim Neisser (Rheinische Post)
- Hans-Joachim Deckert (Mannheimer Morgen)
- Georg Heller (Stuttgarter Zeitung)
- Nina Grunenberg (Die Zeit)
- Horst Schüler (Hamburger Abendblatt)
- Manfred Delling (Deutsches Allgemeines Sonntagsblatt)
- Hellmuth Karasek (Kölner Stadt-Anzeiger)
- Friedrich Luft (Die Welt)
- Michael Globig (Die Zeit)

### 1975
- Kurt Becker (Kölner Stadt-Anzeiger)
- Karl-Heinz Krumm (Frankfurter Rundschau)
- Uwe Jacobi (Heilbronner Stimme)
- Wilfried Hommen (Kölnische Rundschau)
- Johannes Lübeck (Lübbecker Kreiszeitung)
- Peter Gillies (Die Welt)
- Walter Kannengießer (Frankfurter Allgemeine Zeitung)
- Albert Müller (Die Welt)
- Jürgen Diebäcker (Rheinische Post)
- Horst-Werner Hartelt (Neue Ruhr/Neue Rhein Zeitung)
- Günter Engelhard (Deutsche Zeitung)
- Rudolf Goldschmit (Süddeutsche Zeitung)
- Klaus Bruns (Die Welt)
- Manfred Lehnen (Hannoversche Allgemeine Zeitung)

### 1975/1976
- Malte Buschbeck (Süddeutsche Zeitung)
- Jürgen Engert (Der Abend (Deutschland)|Der Abend)
- Kurt Frank (Rhein-Zeitung)
- Jürgen C. Jagla (Kölnische Rundschau)
- Dietrich Ratzke (Frankfurter Allgemeine Zeitung)
- Fritz Wirth (Die Welt)

### 1977
- Dieter Buhl (Die Zeit)
- Jens Gundlach (Hannoversche Allgemeine Zeitung)
- Ute Kaltwasser-Blankenbach (Kölner Stadt-Anzeiger)
- Rudolf H. Riener (Schwäbische Zeitung)
- Hermann Rudolph (Journalist)|Hermann Rudolph (Frankfurter Allgemeine Zeitung)

### 1978
- Birgit Lahann (Welt am Sonntag)
- Herbert Riehl-Heyse (Süddeutsche Zeitung)
- Karl Feldmeyer (Frankfurter Allgemeine Zeitung)
- Klaus-Peter Schmid (Die Zeit)
- Sibylle Krause-Burger (Stuttgarter Zeitung)
- Annelie Stankau (Kölner Stadt-Anzeiger)
- Alexander Hoffmann (Frankfurter Rundschau)
- Josef Dörr (Rhein-Zeitung)
- Rolf Düdder (Westfälische Rundschau)

### 1979
- Claus Heinrich Meyer (Süddeutsche Zeitung)
- Josef-Otto Freudenreich (Badische Neueste Nachrichten)
- Herbert Kremp (Die Welt)
- Erpo Freiherr Droste zu Vischering (Reutlinger General-Anzeiger)
- Herbert Kolbe (Neue Ruhr Zeitung)

## Lauréats de 1980 à 1989

### 1980
- Rainer Flöhl (Frankfurter Allgemeine Zeitung)
- Peter Sartorius (Süddeutsche Zeitung)
- Max Conradter (Hamburger Abendblatt)
- Klaus Hellweg (Haller Tagblatt)
- Kersten Boeer (Die Welt)
- Dagmar Siegmann (Hannoversche Allgemeine Zeitung)

### 1981
- Norbert Lewandowski (Rheinische Post)
- Friedrich Meichsner (Die Welt)
- Brigitte Scherer (Frankfurter Allgemeine Zeitung)
- Hans-Joachim Noack (Frankfurter Rundschau)
- Karl Wagemann (Neue Ruhr Zeitung)
- Gabriele Fischer (Osterholzer Kreisblatt)
- Evi Simeoni (Stuttgarter Zeitung)
- Christian Potyka (Süddeutsche Zeitung)

### 1982
- Helmut Herles (Frankfurter Allgemeine Zeitung)
- Anton Sterzl (Aachener Volkszeitung)
- Robert Leicht (Süddeutsche Zeitung)
- Christine Jäckel (Hannoversche Allgemeine Zeitung)
- Volker Stutzer (Passauer Neue Presse)
- Thomas Brey (Deutsche Presse-Agentur)
- Peter-Matthias Gaede (Frankfurter Rundschau)

### 1983
- Josef Joffe (Die Zeit)
- Heinz W. Koch (Badische Zeitung)
- Olaf Ihlau (Süddeutsche Zeitung)
- Martin Kolbus (Wiesbadener Tagblatt)
- Heinz Welz (Kölner Stadt-Anzeiger)
- Jürgen Wolff (Rottenburger Post)

### 1984
- Klaus-Ulrich Moeller (Stuttgarter Nachrichten)
- Christian Schmidt-Häuer (Die Zeit)
- Joachim Neander (journaliste)|Joachim Neander (Die Welt)
- Claus Peter Mühleck (Tauber-Zeitung)
- Jutta Stössinger (Frankfurter Rundschau)
- Kathrin Kramer (Badische Zeitung)
- Anke Breitlauch (Nordsee-Zeitung)

### 1985
- Rudolf Strauch (Hannoversche Allgemeine Zeitung)
- Marianne Wichert-Quoirin (Kölner Stadt-Anzeiger)
- Thomas Kielinger (Die Welt)
- Claudia Michels (Frankfurter Rundschau)
- Walter Schmühl (Dürener Zeitung)
- Daniel Salber (Dürener Zeitung)
- Angela Steffan (Fränkische Nachrichten)
- Susanne Mayer (Stuttgarter Zeitung)

### 1986
- Rudolph Chimelli (Süddeutsche Zeitung)
- Cordt Schnibben (Die Zeit)
- Franz Pfluger (Reutlinger General-Anzeiger)
- Bernd Behr (Münstersche Zeitung)
- Kurt Leidner (Pirmasenser Zeitung)
- Hans Frieder Baisch (Pirmasenser Zeitung)
- Bernhard Kolb (Pirmasenser Zeitung)
- Sylvia Schreiber (Schwäbische Zeitung)
- Monika Egler (Stuttgarter Zeitung)

### 1987
- Carlos Widmann (Süddeutsche Zeitung)
- Reinhard Breidenbach (Allgemeine Zeitung)
- Rolf Antrecht (Handelsblatt)
- Rudolf Eickeler (Handelsblatt)
- Waltraud Kirsch-Mayer (Mannheimer Morgen)
- Thomas Hauser (Badische Zeitung)
- Monika Schäfer-Feil (Darmstädter Echo)
- Gabriele Stief (Hannoversche Allgemeine Zeitung)

### 1988
- Ulrich Wildermuth (Südwestpresse)
- Knut Teske (Die Welt)
- Werner Birkenmaier (Stuttgarter Zeitung)
- Meinrad Heck (Fränkische Nachrichten)
- Toni Keppeler (Schwäbisches Tagblatt)
- Ulrike Pfeil (Schwäbisches Tagblatt)
- Petra Pluwatsch (Kölner Stadt-Anzeiger)
- Ulrich Hauser (Neue Ruhr Zeitung)

### 1989
- Hans Schiemann (Rheinischer Merkur/Christ und Welt)
- Justin Westhoff (Der Tagesspiegel)
- Uwe Wittstock (Frankfurter Allgemeine Zeitung)
- Hermann Meyer-Hartmann (Hildesheimer Allgemeine Zeitung)
- Ax Conradt (Abendblatt)
- Ferdos Forudastan (Badische Zeitung)
- Cordula von Wysocki (Kölnische Rundschau)

## Lauréats de 1990 à 1999

### 1990
- Joachim Sobotta (Rheinische Post)
- Renate Marsch (Deutsche Presse-Agentur)
- Werner Meyer (Abendzeitung)
- Ida Sandl (Eßlinger Zeitung)
- Franz Freisleder (Süddeutsche Zeitung)
- Thomas G. Becker (Die Zeit)
- Ingo Lamberty (Der Tagesspiegel)

### 1991
- Axel Hacke (Süddeutsche Zeitung)
- Dieter Strunzer (Morgenpost)
- Alexander Richter (Neue Ruhr/Neue Rhein Zeitung)
- Cornelia Färber (Neue Ruhr/Neue Rhein Zeitung)
- Jörg Bartel (Neue Ruhr/Neue Rhein Zeitung)
- Heinrich Thies (Hannoversche Allgemeine Zeitung)
- Johannes Leithäuser (Frankfurter Allgemeine Zeitung)
- Michael Knopf (Frankenpost)
- Thomas Seehuber (Windsheimer Zeitung)

### 1992
- Jürgen Schreiber (Frankfurter Rundschau)
- Heimo Schwilk (Rheinischer Merkur)
- Christian Wernicke (Journalist)|Christian Wernicke (Die Zeit)
- Eva Schweitzer (die tageszeitung)
- Ulrich Neufert (Hannoversche Allgemeine Zeitung)
- Martin E. Süskind (Süddeutsche Zeitung)
- Göran Schattauer (Ostthüringer Zeitung)
- Lorenz Maroldt (Neue Zeit)

### 1993
- Michael Best (Freies Wort)
- Christoph Dieckmann (Die Zeit)
- Anton Notz (Stuttgarter Nachrichten)
- Gabi Novak-Oster (Rhein-Zeitung)
- Sabine Schwieder (Cellesche Zeitung)
- Wolfgang Ehemann (Fränkischer Tag)
- Ralf Schuler (Neue Zeit)
- Christoph Schwennicke (Badische Zeitung)
- Nico Fried (Badische Zeitung)

### 1994
- Giovanni di Lorenzo (Süddeutsche Zeitung)
- Wolfgang Mauersberg (Hannoversche Allgemeine Zeitung)
- Eckart Klaus Roloff (Rheinischer Merkur)
- Frank Nipkau (Westfalen-Blatt)
- Wolfgang Schreiber (Solinger Tageblatt)
- Klaus Broichhausen (Frankfurter Allgemeine Zeitung)
- Hilmar Höhn (Badische Zeitung)
- Wolf-Rüdiger Mühlmann (Thüringenpost)

### 1995
- Alexander Osang (Berliner Zeitung)
- Dietrich Schröder (Märkische Oderzeitung)
- Wolfgang Wiedlich (General-Anzeiger)
- Petra Mies (Frankfurter Rundschau)
- Michael Thumser (Frankenpost)
- Ulrich Deupmann (Süddeutsche Zeitung)
- Gudrun Bayer (Nürnberger Zeitung)
- Corinna Emundts (die Tageszeitung)

### 1996
- Johannes Winter (Frankfurter Rundschau)
- Ulrich Hammerschmidt (Freie Presse)
- Frank Jansen (Der Tagesspiegel)
- Philipp Maußhardt (die tageszeitung)
- Sabine Rückert (Die Zeit)
- Kuno Kruse (Die Zeit)
- Hermann Beckfeld (Ruhr Nachrichten)
- Jürgen Dahlkamp (Frankfurter Allgemeine Zeitung)

### 1997
- Guido Eckert (Süddeutsche Zeitung)
- Reiner Luyken (Die Zeit)
- Ralf Hoppe (Kölner Stadt-Anzeiger)
- Andreas Wenderoth (Berliner Zeitung)
- Peter Intelmann (Emder Zeitung)
- Hans-Uli Thierer (Südwest Presse)
- Friedrich Karl Fromme (Frankfurter Allgemeine Zeitung)

### 1998
- Gerd Kröncke (Süddeutsche Zeitung)
- Sabine Riedel (Frankfurter Rundschau)
- Uwe Schmitt (Frankfurter Allgemeine Zeitung)
- Kurt Oesterle (Schwäbisches Tagblatt)
- Wilfried Massmann (Neue Westfälische)
- Andreas König (Havelburger Volksstimme)
- Thomas Löffelholz (Die Welt)

### 1999
- Annette Ramelsberger (Süddeutsche Zeitung)
- Maxim Biller (Frankfurter Allgemeine Zeitung)
- Karin Großmann (Sächsische Zeitung)
- Joachim Käppner (Deutsches Allgemeines Sonntagsblatt)
- Brigitte Desalm (Kölner Stadt-Anzeiger)
- Bernhard Stuhlfelner (Straubinger Tagblatt)
- Hubert Wolf (Westdeutsche Allgemeine Zeitung)
- Wolf J. Bell (General-Anzeiger)

## Lauréats de 2000 à 2007

### 2000
- Evelyn Roll (Süddeutsche Zeitung)
- Franziska Augstein (Frankfurter Allgemeine Zeitung)
- Ullrich Fichtner (Frankfurter Rundschau)
- Jutta Voigt (Die Woche)
- Hans Kratzer (Erdinger Neueste Nachrichten)
- Andreas Dörr (Reutlinger General-Anzeiger)
- Mario Vigl (Badische Zeitung)
- Roderich Reifenrath (Frankfurter Rundschau)

### 2001
- Heribert Prantl (Süddeutsche Zeitung)
- Jana Simon (Der Tagesspiegel)
- Joachim Rogosch (Stuttgarter Zeitung)
- Thilo Knott und Michael Thiem (Esslinger Zeitung)
- Silke Lambeck (Berliner Zeitung)
- Frank Schauka (Märkische Allgemeine)
- Suska Döpp und Jens Meifert (Kölnische Rundschau)

### 2002
- Regine Sylvester (Berliner Zeitung)
- Wolfgang Büscher (Die Welt)
- Irena Brežná (Freitag)
- Peter Schwarz (Waiblinger Kreiszeitung)
- Lothar Häring (Schwäbische Zeitung)

### 2003
- Stefan Ulrich (Süddeutsche Zeitung)
- Holger Kreitling (Die Welt)
- Birgit Walter (Berliner Zeitung)
- Michael Ohnewald (Stuttgarter Zeitung)
- Tobias Schuhwerk (Allgäuer Zeitung)
- Herbert Kremp (Die Welt)

### 2004
- Jochen-Martin Gutsch (Berliner Zeitung)
- Andrea Böhm (Die Zeit)
- Thomas Delekat (Die Welt)
- Barbara Hardinghaus (Hamburger Abendblatt)
- Stefani Geilhausen (Rheinische Post)

### 2005
- Horst von Buttlar (Financial Times Deutschland)
- Nicol Ljubic (Die Zeit)
- Lara Fritzsche (Kölner Stadt-Anzeiger)
- Waltraud Schwab (die tageszeitung)
- Wolfgang Görl (Süddeutsche Zeitung)

### 2006
- Stefan Geiger (Stuttgarter Zeitung)
- Maxim Leo (Berliner Zeitung)
- Marc Brost (Die Zeit)
- Jens Voitel (Emder Zeitung)
- Christine Kröger (Bremer Nachrichten|Weser-Kurier)
- Karl Feldmeyer (Frankfurter Allgemeine Zeitung)

### 2007
- Nikolaus Blome (Die Welt)
- Sebastian Glubrecht (SZ-Magazin)
- Astrid Geisler (die tageszeitung)
- Christoph Wöhrle (Berliner Morgenpost)
- Marlon Gego (Aachener Zeitung/Aachener Nachrichten-Magazin)
- Sibylle Krause-Burger (prix pour l'œuvre d'une vie)

## Lauréats de 2008 à 2015

### 2008
- Catégorie Essai : Carolin Emcke pour „Stumme Gewalt“[1] (Zeit Magazin Leben)
- Catégorie générale : Mark-Joachim Obert pour „Saufkundschaft“[2] (Frankfurter Rundschau) et Thomas Kistner pour „Spritzensport Fußball“[3] (Süddeutsche Zeitung Magazin)
- Catégorie Journalisme local : Stephan Hermsen pour „Eins-Null für Rebecca“[4] (Neue Rhein /Ruhr Zeitung), Miriam Opresnik et Özlem Topçu pour „Hauptschule und Migrant - und welche Chancen hast du dann?“[5] (Hamburger Abendblatt)

...

### 2015
- Catégorie Journalisme local: Tobias Großekemper et Rudi Kübler
- Catégorie Reportage/Essai : Roland Schulz et Konrad Schuller
- Catégorie Commentaire : Bernd Ulrich
- Barbara Sichtermann a été distinguée pour l'ensemble de son œuvre.

### 2016
- Karsten Krogmann et Marco Seng (Nordwest-Zeitung, Oldenburg/NWZonline.de) : Warum stoppte niemand Niels Högel? (Lokaljournalismus)
- Tobias Haberl (SZ-Magazin) : Reihe 7, Platz 88 (Reportage)
- Heinrich Wefing (Die Zeit) : Darf’s auch etwas mehr sein? (Meinung)
- Nicole Bastian et Jens Münchrath (Handelsblatt) : Wer seid ihr? (Thema des Jahres: Flüchtlinge)

### 2017
- Deniz Yücel (Sonderpreis)
- Anja Reich (Berliner Zeitung) : Die Deutschmacherin (Lokales)
- Hans Monath (Tagesspiegel) : Der Hochmut der Vernünftigen (Meinung)
- Marc Neller (Welt am Sonntag) : Der Code des Bösen (Reportage)
- Nicolas Richter (Süddeutsche Zeitung) : Klingt verrückt (Thema des Jahres: Populismus)

### 2018
- Günter Bannas (Lebenswerk)
- Anne Lena Mösken (Berliner Zeitung) : Als wäre nichts gewesen (Lokales)
- Malte Henk (Die Zeit) : Alles Zufall? (Meinung)
- Lorenz Wagner (Süddeutsche Zeitung) : Nach ihrer Pfeife (Reportage)
- Vanessa Vu (Zeit online) : Meine Schrottcontainerkindheit (Thema des Jahres: Heimat und die Fremden)
- Hannes Koch (Die Tageszeitung) : Karim, ich muss dich abschieben (Thema des Jahres: Heimat und die Fremden)

### 2019
- Michael Jürgs (Lebenswerk)
- Daniel Schulz (Die Tageszeitung) : Wir waren wie Brüder (Meinung überregional)
- Gregor Peter Schmitz (Augsburger Allgemeine) : Heimat-Schutz (Meinung lokal)
- Marius Buhl (SZ-Magazin) : Bis zum letzten (Reportage überregional)
- Maris Hubschmid (Der Tagesspiegel) : Bis zum letzten Tropfen (Reportage lokal)
- Andrian Kreye: (Süddeutsche Zeitung) : Berührungspunkte (Thema des Jahres: „Welt im Umbruch – Demokratie in Gefahr?“)

### 2020
- Julia Schaaf (Frankfurter Allgemeine Sonntagszeitung) : Frauen: Lasst die Vollzeit! Und Männer: Ihr auch! (Meinung überregional)
- Hans-Georg Gottfried Dittmann (Mindener Tageblatt) : Rückruf (Meinung regional)
- Katja Füchsel (Der Tagesspiegel) : Verdammt (Reportage regional)
- Tina Kaiser (Welt am Sonntag) : Nahkampf (Reportage überregional)
- Katrin Langhans (Süddeutsche Zeitung) : Bis zum Umfallen (Thema des Jahres „Klimawandel“)